# Jean Mévellec
Pour les articles homonymes, voir Mévellec.
Jean Mévellec, né le 25 février 1903 à Coray (Finistère) et mort le 24 septembre 1985 à Quimper, est un syndicaliste français.

## Biographie
Il a été ouvrier agricole de 1920 à 1929 puis exploitant agricole à Scaër. Syndicaliste agricole, il est devenu en 1958 président de la chambre régionale d’agriculture. Il est décoré de l'ordre de l'Hermine en 1973 à Rennes.